# Ventosa (Spanje)
Ventosa is een gemeente in de Spaanse provincie en regio La Rioja met een oppervlakte van 9,63 km². Ventosa telt 176 inwoners (1 januari 2016).

## Demografische ontwikkeling
Bron: INE, 1857-2011: volkstellingen